# Prvenstvo Avstralije 1961
Prvenstvo Avstralije 1961 v tenisu.

## Moški posamično
Roy Emerson :  Rod Laver, 1–6, 6–3, 7–5, 6–4

## Ženske posamično
Margaret Court :  Jan Lehane O'Neill, 6–1, 6–4

## Moške dvojice
Rod Laver /  Robert Mark :  Roy Emerson /  Marty Mulligan 6–3, 7–5, 3–6, 9–11, 6–2

## Ženske dvojice
Mary Carter Reitano /  Margaret Court :  Mary Bevis Hawton /  Jan Lehane O'Neill, 6–4, 3–6, 7–5

## Mešane dvojice
Jan Lehane O'Neill /  Bob Hewitt :  Mary Carter Reitano /  John Pearce, 9–7, 6–2